# 芸協カデンツァ
芸協カデンツァ（げいきょうカデンツァ）は、落語芸術協会所属の落語家10名によるユニットで、2019年10月から毎週金曜日に開催している自主公演の名称。かつてはミュージックテイト西新宿店で行われていた。
定例の落語会以外に、YouTubeチャンネルを開設し、動画配信も行っている。

## 概要
西新宿ミュージックテイト（演芸CDショップ)では、2013年から落語芸術協会所属の二ツ目落語家・講談師11名による、毎週金曜日の定例自主公演「成金」が開催されていたが、柳亭小痴楽の真打昇進前日となる2019年9月20日をもって、毎週金曜日開催の自主公演「成金」は終了。「成金」公演終了後の同所で公演を行う二つ目落語家ユニットとして、2019年4月に結成。
名づけ親は桂鷹治で「自由な即興的歌唱・演奏」という意味の音楽用語のカデンツァと、落語芸術協会事務局がテナントとして入居している「芸能花伝舎（かでんしゃ）」をかけている。
新宿フリースペース無何有、西新宿ミュージックテイトを会場に、2019年4月～9月は「芸協カデンツァ・プレビュー公演」として定期的に会を開催し、10月から正式に毎週金曜日に定例落語会「芸協カデンツァ」を開催している。
2019年11月20日より、公式YouTubeチャンネルを開設している。
2020年4月～5月は、新型コロナウイルス感染拡大防止のため開催を中止しており、YouTubeチャンネルでメンバーによるトーク動画等を配信している。6月より定例会を再開した。
2020年10月3日、初の国立演芸場での公演『芸協カデンツァ 〜秋の大合奏〜』を開催した。
2022年9月、経営危機のためクラウドファンディングをスタートさせた定例会の会場の西新宿ミュージックテイトに対して、定例落語会やYouTube配信の収益の一部の100万円を芸協カデンツァとして寄付、情報発信やリターン特典にも積極的に協力。募金に弾みをつけるきっかけとなり、クラウドファンディングは最終日の9月30日には目標額の1200万円を大きく超えて成功した。しかし、その後ミュージックテイトそのものは翌2023年8月に事業を停止し破産手続きを申請、同月23日に東京地方裁判所より破産開始決定を受けた。
2023年6月5日の公演より、開催日時を毎週水曜日19時30分開演、会場をカフェCOMADO（新宿三丁目）に変更して開催している。
2024年6月1日「芸協カデンツァ 初夏の大合奏『カデンツァ新喜劇』」で、吉本新喜劇に在籍経験のある笑福亭希光のつながりで現役の吉本新喜劇の作家の脚本による新喜劇を上演（客演：たかはしあいこ）。公演をYoutuberとして取材した桂米助が内容を評価、米助がトリをとる浅草演芸ホール12月上席後半（6日～10日）昼の部の大喜利枠で日替わりゲストを迎えて新喜劇を上演、大成功を収めた。千秋楽終演後、米助が浅草演芸ホールの松倉由幸社長に打診し、翌2025年12月上席後半の新喜劇実施についても松倉社長から内諾を得ており、同場での恒例化へ向けて動いている。
2025年5月上席より、瀧川鯉津改メ春風亭鯉づむと立川幸之進の2名が真打に昇進した。カデンツァメンバーとしては初の真打昇進者となる。鯉づむ、幸之進の真打昇進以後も順次、カデンツァメンバーの真打昇進が発表されており、2026年5月上席に春風亭昇吾、桂竹千代、昔昔亭喜太郎の真打昇進が予定されている。

## メンバー
香盤順。太字は真打。(2025年5月現在)
| 名前         | よみ                    | 師匠             | 生年月日（年齢）       | 出身     | 入門   | 備考                                                 |
| ------------ | ----------------------- | ---------------- | ---------------------- | -------- | ------ | ---------------------------------------------------- |
| 春風亭鯉づむ | しゅんぷうてい りづむ   | 瀧川鯉昇         | 1974年5月15日（51歳）  | 新潟県   | 2010年 | リーダー 2025年5月、真打昇進                         |
| 立川幸之進   | たてかわ こうのしん     | 立川談幸         | 1979年12月14日（45歳） | 島根県   | 2004年 | 2015年に立川流から芸協に移籍入会 2025年5月、真打昇進 |
| 春風亭昇吾   | しゅんぷうてい しょうご | 春風亭昇太       | 1983年12月17日（41歳） | 福岡県   | 2011年 | 2026年5月より真打昇進予定                            |
| 桂竹千代     | かつら たけちよ         | 桂竹丸           | 1987年3月7日（38歳）   | 千葉県   | 2011年 | 2026年5月より真打昇進予定                            |
| 昔昔亭喜太郎 | せきせきてい きたろう   | 昔昔亭桃太郎     | 1981年6月1日（43歳）   | 神奈川県 | 2012年 | 2026年5月より真打昇進予定                            |
| 瀧川鯉白     | たきがわ りはく         | 瀧川鯉昇         | 1981年9月18日（43歳）  | 鳥取県   | 2011年 |                                                      |
| 三遊亭遊子   | さんゆうてい ゆうこ     | 三代目三遊亭遊三 | 1988年7月19日（36歳）  | 東京都   | 2012年 |                                                      |
| 桂鷹治       | かつら たかじ           | 十一代目桂文治   | 1989年6月22日（35歳）  | 愛知県   | 2012年 |                                                      |
| 古今亭今いち | ここんてい いまいち     | 六代目古今亭今輔 | 1988年8月26日（36歳）  | 東京都   | 2012年 |                                                      |
| 笑福亭希光   | しょうふくてい きこう   | 笑福亭鶴光       | 1979年7月6日（45歳）   | 大阪府   | 2013年 |                                                      |

## 企画公演
- 芸協カデンツァ 〜夏の大合奏〜（2020年8月22日、なかの芸能小劇場）
- 芸協カデンツァ 〜秋の大合奏〜（2020年10月3日、国立演芸場） - 桂宮治をゲストに迎えた。
- 芸協カデンツァ 春の大合奏2022 〜5時間ブチ抜きスペシャル〜（2022年4月9日、なかの芸能小劇場） - 柳家三三、ポカスカジャンをゲストに迎えた。
- 芸協カデンツァ 春の大合奏2023（2023年4月29日、なかの芸能小劇場） - 立川談笑、山田邦子をゲストに迎えた。
- 芸協カデンツァ 初夏の大合奏「カデンツァ新喜劇」（2024年6月1日、内幸町ホール）
- 桂米助プレゼンツ「芸協カデンツァ新喜劇」（2024年12月6～10日、浅草演芸ホール） - 定席興行の大喜利として実施。寄席での定席興行では主任（トリ）が真打でなければならない慣例があるため、桂米助の協力を得て興行の主任に据える形で、米助のほか芸協所属の真打落語家が日替わりゲストで出演する形式をとっている[13]。